# بالوون فايت
بالوون فايت (بالإنجليزية: Balloon Fight‎؛ باليابانية: バルーンファイト‎، ‏بارون فايتوه) هي لعبة فيديو من تطوير نينتندو وأصدرت في سنة 1985 على نظام نينتندو إنترتينمنت سيستم. واللعبة مبنية على لعبة خاصة لأنظمة صندوق الألعاب بعنوان فرسس بالوون فايت (بالإنجليزية: Vs. Balloon Fight)‏، والتي أصدرت أصلاً في 1984.

## اللعبة
تبدأ اللعبة بفقع مجموعة من الطيور الذين ينفخون البالونات ويسرح ويمرح في سماء الليل، يقوم بطل اللعبة بالقيام بضرب البالونات بواسطة قدميه، ويوجد تحت الماء سمك المتوحش ينتظر أن يأكل أحد الطيور أو بطل اللعبة.

### لوحة التحكم
من خلال الضغط على يد التحكم المخصص لجهاز كمبيوتر العائلة إن الضغط لحرفي A و B ، تستخدمان للطيران بواسطة قدمي البطل.
وقد نالت اللعبة إعجابا للجميع من قبل محبي ألعاب الفيديو.

## وصلات خارجية
- بالوون فايت guide في موقع ستراتيجي ويكي
- Vs. Balloon Fight على موقع غيم فاكس
- Balloon Fight at Classic Nintendo Wiki
- Tingle's Balloon Fight at Zelda in my Pocket
- IGN's coverage of Balloon Fight (Famicom Mini Series)
- Balloon Fight على موبي غيمز
- Balloon Fight at NinDB
- بالوون فايت على موقع IMDb (الإنجليزية)
- IGN
- NES Central
- Nintendojo